# Estación de Valdepeñas
Estación de Valdepeñas vasútállomás Spanyolországban, Valdepeñas településen.

## Vasútvonalak
Az állomást az alábbi vasútvonalak érintik:
- Alcázar de San Juan–Cádiz-vasútvonal

## Kapcsolódó állomások
A vasútállomáshoz az alábbi állomások vannak a legközelebb:
- Estación de Manzanares (Alcázar de San Juan–Cádiz-vasútvonal)
- Estación de Santa Cruz de Mudela (Alcázar de San Juan–Cádiz-vasútvonal)